# Història d'Amèrica del Sud
La història d'Amèrica del Sud és la que es dedica a l'estudi dels esdeveniments més importants que han afectat als grups humans que han habitat el subcontinent des del seu primer poblament. S'entén per Sud-amèrica o Amèrica del Sud al bloc meridional d'Amèrica. Per a algunes fonts, especialment nord-americanes, Sud-amèrica és un continent en si mateix, mentre que d'altres, especialment fonts hispanoamericanes, es tracta d'un subcontinent que forma part del gran continent americà. Aquest bloc comprèn una gran varietat de pobles i cultures que s'estenen des del Mar Carib fins a la Terra del Foc. Si bé la cultura hispànica i portuguesa són les dominants a la regió, existeixen alguns grups humans distintius.
La història d'Amèrica del Sud es pot dividir en etapa precolombina, descobriment europeu, conquesta, colonització, independència, consolidació nacional i segle XX. La història d'Amèrica del Sud està estretament relacionada amb la Història d'Amèrica i les seves diferents regions geogràfiques i culturals: Amèrica Llatina, regió que abasta la major part de Sud-amèrica i Centreamèrica; l'Amèrica Central, i Amèrica del Nord.
Sud-amèrica té una història molt àmplia, la qual combina a nombroses cultures i civilitzacions. En l'antiguitat va haver-hi una gran quantitat de poblacions aborígens, que es van desenvolupar sense contacte amb les civilitzacions dels altres continents. La més important d'aquestes poblacions van ser els Inques.
Després del descobriment d'Amèrica per part de Cristòfor Colom, Amèrica del Sud va rebre corrents colonitzadors principalment d'Espanya i Portugal a partir de la signatura del Tractat de Tordesillas. Els europeus van portar també una gran quantitat d'esclaus provinents d'Àfrica, la qual cosa va ocasionar la diàspora africana. Els diversos grups poblacionals van seguir a continuació un procés de mestissatge.
Els colonitzadors europeus van fundar diverses ciutats, que després es van organitzar en virregnats dependents d'Europa, sota el comandament d'un virrei. Amb el temps, aquests virregnats van començar a independitzar-se d'Europa i a dividir-se en unitats més petites, que conformen els països actuals.

## Poblament de Sud-amèrica
La discussió sobre el poblament d'Amèrica es complica en el cas de la seva regió més meridional. En general s'assumeix que el poblament del gran continent occidental comença des d'Alaska seguint la teoria del poblament tardà o consens Clovis. D'acord a aquesta posició, Sud-amèrica seria l'últim bloc en ser poblat. La ruta de poblament vindria llavors des d'Amèrica del Nord i l'arribada de l'home a Alaska seria d'aproximadament 14.500 anys.
No obstant això, altres troballes, especialment a Sud-amèrica, han donat força a la teoria del poblament primerenc, la qual posa l'ingrés de l'home a Amèrica fins a en un rang de 60.000 a 100.000 anys i fins i tot intenta altres rutes diferents a la d'Alaska, com l'oceà Antàrtic provinent des d'Austràlia i el Sud-est asiàtic.
Les troballes que han donat força a la teoria del poblament primerenc van demostrar que la Cultura Clovis de Mesoamèrica no va ser la més antiga organització humana, doncs els descobriments van demostrar organitzacions contemporànies a Sud-amèrica:
- Pedra Furada, Brasil: Jaciment arqueològic i pintures rupestres a Monte Alegre, a l'est de Piauí, descobert en 1973 per un equip francobrasiler dirigits per Niède Guidon, on s'ha registrat una presència humana tan antiga que qüestiona les teories sobre l'arribada de l'home a Amèrica. Troballa de Niède Guidon en 1986 (Nature, Guidon and Delibrias 1986), datacions d'entre 48.000 i 32.000 anys adP. Reiterats anàlisis posteriors han confirmat l'antiguitat, ampliant en alguns casos el rang de dates fins a 60.000 anys adP.

- Piedra Museo, Argentina: Descobert a principis del segle XX per Florentino Ameghino a 250 km de Pico Truncado (província de Santa Cruz). Excavat en 1995 per Laura Miotti (Universitat Nacional de la Plata). Les mostres analitzades van establir l'antiguitat de les restes humanes oposades en 13.000 anys adP (11.000 a. C.).

- Monte Verde, Xile: El lloc ha estat excavat des de 1977 per l'arqueòleg nord-americà Tom Dillehay de la Universitat de Kentucky (EUA) i el geòleg xilè Mario Pino de la Universitat Austral de Xile. En les primeres excavacions es van datar dates de presència humana amb una antiguitat de 14.500 anys adP; aquesta datació ha estat confirmada per un panell de científics internacionals que va visitar el lloc en 1997 (Museu de Dallas i National Geographic) i per la Societat Nord-americana per al Progrés de la Ciència en 1998.[3]

- El Abra, Colòmbia: Excavacions des de 1967, quan es va obtenir per primera vegada a Colòmbia una seqüència estratificada d'instruments lítics, associats amb ossos d'animals i fragments de carbó vegetal datats mitjançant C14 en 12.400 anys ± 160 a.P. A partir de 1969 es van realitzar excavacions més àmplies amb la col·laboració de la Universitat d'Indiana i en 1970 amb el patrocino de la Fundació Neerlandesa d'Estudis Tropicals (Wotro) i el suport de l'Institut Colombià d'Antropologia, van ser localitzats a la regió altres 4 llocs preceràmics estratificats. Sediments lacustres dipositats han permès precises reconstruccions del clima i la vegetació basats en estudis palinològics.

## Les ciutats indígenes més antigues
- Caral, actual Perú: evidències d'habitació cap als anys 5000 a. C. Considerada per això la ciutat més antiga d'Amèrica.[4]
- Chavín de Huántar, actual Perú: evidències d'habitació des de l'any 3000 a. C.

## Paleoindi
Comú a l'Amèrica precolombina, els primitius habitants d'Amèrica del Sud eren recol·lectors i caçadors. Si les dades de Pedra Furada es demostren, el Paleoindi sud-americà hauria començat des de fa més de 40 mil anys fins als inicis de l'Holocè fa 10 mil anys.

## Època precolombina
Després de l'Holocè, un escalfament global del planeta que va generar el procés de sedentarisme humà, els primitius sud-americans, com en la resta d'Amèrica, van descobrir l'agricultura, especialment a la regió dels Andes. Els arqueòlegs han trobat aliments fòssils com el blat de moro, patates i animals domèstics datats de fins a fa deu mil anys a les valls i vessants de les serralades andines. Caral al Perú va ser construïda durant el Període arcaic d'Amèrica amb una datació de l'any 2627 a. C., la qual cosa la situa com la ciutat més antiga no només d'Amèrica del Sud, sinó de tot l'Hemisferi.

### Cultura Chavín i amazònics
Entre el 900 a. C. i el 300 a. C. es desenvolupa l'anomenada Cultura Chavín en els vessants andins de l'actual Perú i l'Equador. Nombrosos artefactes han estat trobats pertanyents a aquesta antiga civilització que adoraven el déu Jaguar.
La presència de terra preta en la regió amazònica ha estat vist per alguns científics com la prova que la selva tropical humida va ser l'espai natural d'una altra civilització contemporània de la Chavín.

### Cultura Tiahuanaco
La cultura tiahuanaco és una cultura arqueològica que es va desenvolupar als actuals estats de Bolívia, Perú i Xile entre els anys 1580 aC i 1187 dC. La seva àrea d'influència, visible en objectes amb una peculiar iconografia, comprèn la conca del llac Titicaca com a regió nuclear, des d'on es distribueix cap a les valls i costa de l'oceà Pacífic per l'oest, la regió del Chapare per l'est, l'altiplà bolivià meridional i l'oasi de Sant Pere d'Atacama pel sud.

### Cultura Moche
La cultura Moche, també anomenada cultura mochica, és una cultura de l'antic Perú que es va desenvolupar entre el 200 i el 700 d. C. a la vall del riu Moche (actual província de Trujillo, La Libertad). Aquesta cultura es va estendre cap a les valls de la costa nord de l'actual Perú.
Les societats moche van desenvolupar una complexa tecnologia de canals de reg, evidenciant amplis coneixements en enginyeria hidràulica i ampliant la frontera agrícola. A més, van fer ús intensiu del coure en la fabricació d'armes, eines i objectes ornamentals.
Van ser considerats els millors ceramistes del Perú antic gràcies al fi i elaborat treball que van realitzar en els seus ceràmics. En ells van representar a divinitats, homes, animals i escenes significatives referides a temes cerimonials i mites que reflectien la seva concepció del món, destacant-se la sorprenent expressivitat, perfecció i realisme amb que els dotaven.
Políticament, les societats moche —de forta segmentació en classes socials— s'organitzaven en senyorius comandats per autoritats religiosomilitars.

### Els Inques
Cap al Període Postclàssic d'Amèrica es dona l'esplendor de l'Imperi Inca, el qual dominaria gran part de la regió andina de Perú, Bolívia i l'Equador arribant fins als territoris del que en l'actualitat són la part més meridional de Colòmbia i el nord de Xile fins al nord-oest d'Argentina.

### Cultures Andines de Colòmbia
Per la seva banda, la Serralada Oriental dels Andes va veure el sorgiment de la més gran confederació de tribus de l'actual Colòmbia, els Muisques, els qui van dominar l'altiplà Cundiboyacense, on es troba actualment la ciutat de Bogotà. on van conformar una de les civilitzacions més importants de Sud-amèrica.
Es va localitzar en el sud del departament de Huila. Els seus majors vestigis d'escultures es troben en el Parc arqueològic de San Agustín

## L'arribada dels europeus
Els espanyols liderats per l'almirall Cristòfor Colom, van descobrir les primeres terres del Nou Món en el Mar Carib el 12 d'octubre de 1492. No obstant això, el navegant creia que es trobava en alguna regió de l'Àsia, raó per la qual va anomenar als nadius "Indis".
En 4 de maig de 1493 el Papa Alexandre VI expedeix la Butlla Inter caestera que afavoria als espanyols en el que descobrissin en terra ferma. La butlla va ser rebutjada pels portuguesos, perquè consideraven que sent el Papa espanyol, era per si mateix viciada i, per tant, van córrer les seves pretensions més cap a l'occident que va donar com a resultat el Tractat de Tordesillas del 7 de juny de 1494 entre Isabel I de Castella i Ferran II d'Aragó amb Joan II de Portugal, en virtut de com s'establien un repartiment de les zones de conquesta i annexió del nou món mitjançant una línia divisòria de l'Oceà Atlàntic i dels territoris adjacents.
Seria en el Tercer Viatge de Colom que els espanyols veurien la part meridional d'Amèrica. El 31 de juliol va arribar a l'illa Trinitat i entre el 4 i el 12 d'agost va explorar el golf de Paria que separa a Trinitat de les costes de Veneçuela. El recorregut ho va portar a la desembocadura del riu Orinoco i van desembarcar a la zona de Macuro, a Veneçuela, a l'agost de 1498, sent aquesta regió parteix de la massa continental sud-americana. Després va navegar per les illes de Chacachacare, Cubagua, Margarita, Tobago i Grenada.
El 18 de maig de 1499 el navegant Alonso de Ojeda va iniciar una expedició que ho va portar a les costes de Veneçuela i la Península de la Guajira a Colòmbia. En aquest viatge anava el cartògraf italià Américo Vespucio, qui els va donar el nom de Veneçuela a les costes que va explorar. Tots dos navegants es van separar i mentre Vespucio va arribar a les costes del Brasil, Ojeda es va endinsar a les costes colombianes i d'allí va partir de nou al Carib descobrint altres illes. Cubagua va ser el primer establiment que van fundar els espanyols a Veneçuela. En 1501 naixeria, a l'illa veneçolana de Cubagua, el primer establiment que van fundar els espanyols a Amèrica del Sud, eventualment anomenat Nueva Cádiz. En 1502 es fundaria el primer assentament en terra ferma anomenat Santa Cruz
Durant el seu Quart viatge l'almirall tocaria per segona vegada Sud-amèrica. Entre l'11 de maig de 1502 i el 7 de novembre de 1504 va explorar les costes del Carib d'Amèrica Central fins a Panamà i va explorar el golf del Darién a Panamà i Colòmbia. Va ser aquesta la segona i última vegada que Colom va estar en sòl sud-americà.
El 25 de setembre de 1513 el gentilhome Vasco Núñez de Balboa, considerat el primer espanyol a habitar terra ferma, va descobrir l'oceà Pacífic des de l'Istme de Panamà, que va anomenar "Mar del Sud". Núñez va fundar la primera ciutat estable a terra ferma, a la qual va anomenar Santa María la Antigua del Darién, en l'actual Colòmbia. Cumaná, fundada en 1515 a Veneçuela va haver de ser refundada posteriorment davant la contínua hostilitat dels indígenes caribs.
El 27 de novembre de 1520, l'expedició liderada per Fernão de Magalhães va aconseguir passar l'estret en la part més meridional del continent i va arribar a l'oceà com ell mateix va anomenar Oceà Pacífic. Des d'allí va continuar a l'est i va descobrir Filipines on va ser assassinat el 27 d'abril de 1521. En el seu honor el pas és anomenat Estret de Magallanes.
El primer bisbat a Amèrica del Sud va tenir seient a la ciutat occidental veneçolana de Coro.

## Invasió de Sud-amèrica
L'avanç dels espanyols cap al sud es va donar a partir de les seves campanyes d'invasió en un procés que es va donar especialment a través de la regió andina i de les costa Atlàntiques del subcontinent.

### Els assentaments més antics
La següent és la llista dels assentaments euroamericans més antics, la fundació dels quals es va donar durant la primera meitat del segle XVI:
- 1500: Nueva Cádiz (Illa de Cubagua, Veneçuela). Fundada per Giacomo Castiglione, va ser abandonada a mitjan segle XVI després de ser parcialment destruïda per un sisme submarí.
- 1502: Santa Cruz (Colòmbia i Veneçuela) va ser la capital de la Virregnat de Coquibacoa governada i fundada per Alonso de Ojeda en 1502 a Bahía Honda (Colòmbia) i Bahía de Cocinetas a Colòmbia al nord-oest de Veneçuela i després abandonada en 1520. Va ser la primera localitat fundada pels europeus al ferm territori continental sud-americà.
- 1510: San Sebastián de Urabà, en el nord-oest de l'actual Colòmbia, va ser fundada per Alonso de Ojeda; a la fi d'aquest mateix any va ser abandonada.
- 1510: Santa María la Antigua del Darién, fundada per Vasco Núñez de Balboa a la regió del Darién - El que és avui Unguía, en el Departament de Choco (Colòmbia). La ciutat va ser abandonada en 1517.
- 1513: Puerto Píritu (Veneçuela), una ciutat situada en l'actual Estat Anzoátegui, a l'est de Veneçuela, fundada en 1513 com El Manjar i encara conserva edificacions virregnals.
- 1515: Cumaná (Veneçuela), Capital de l'Estat Sucre. Establerta en 1515 per missioners franciscans, va ser la primera ciutat continental fundada per espanyols que va ser habitada de forma permanent.
- 1519: Nostra Senyora de l'Assumpció de Panamà, fundada per Pedro Arias Dávila. Va ser la primera ciutat americana fundada sobre el litoral pacífic.
- 1524: Granada (Nicaragua), fundada pel conqueridor Francisco Hernández de Còrdova i una de les primeres ciutats fundades per espanyols en territori continental americà. A diferència d'altres poblacions que asseveren el mateix, Granada no només va ser l'assentament de la conquesta, sinó també una ciutat matriculada en els registres oficials de la Corona d'Aragó i el Regne de Castella a Espanya.
- 1525: Santa Marta (Colòmbia), fundada pel conqueridor Rodrigo de Bastidas.
- 1527: Coro (al nord-oest de Veneçuela), va ser fundada per Juan Martín de Ampués
- 1527: Sancti Spíritu (Argentina), primer assentament fundat per Sebastià Cabot. La primera ciutat fundada a Argentina va ser en 1553 és l'actual ciutat de Santiago del Estero.
- 1529: Vila de Maracaibo (Veneçuela), fundada per Ambrosio Alfinger. Abandonada en 1535. La ciutat va ser refundada en 1569, i posteriorment en 1574, quan Maracaibo queda assentada de manera definitiva.
- 1532: San Miguel de Tangarará en la Província de Sullana, Departament de Piura (Perú), primera ciutat espanyola de Perú.
- 1532: San Francisco de Paita de la Buena Esperanza (Perú), va ser el primer port fundat pels espanyols a Perú. És el port habitat més antic de Perú.
- 1532: San Miguel de Piura (Perú), primera ciutat encara habitada llunyana del litoral de Perú.
- 1532: São Vicente (Brasil), fundada per Martim Afonso de Sousa.
- 1533: Cartagena de Indias (Colòmbia), fundada pel conqueridor Pedro de Heredia.
- 1533: Cuzco (Perú), antiga capital inca.
- 1534: Santa Fe d'Hatun Xauxa, primera capital de Perú, fundada per Francisco Pizarro.
- 1534: San Francisco de Quito, Equador, fundada per Sebastián de Belalcázar.
- 1534: Santiago de Guayaquil.
- 1535: Porto Seguro (Brasil), fundada per Però do Camp Tourinho.
- 1535: Ciudad de los Reyes (Lima, Perú), fundada per Francisco Pizarro.
- 1535: Olinda (Brasil), fundada per Duarte Coelho.
- 1535: San Gregrorio de Portoviejo, Equador, fundada pel capità Francisco Pacheco.
- 1535: Timbío (Colòmbia), va ser fundada l'1 de novembre de 1535 pels conqueridors espanyol Juan de Ampudia i Pedro d'Añazco baix ordres donada per Sebastián de Belalcázar És la tercera població més antiga de (Colòmbia)
- 1535: Vila do Espírito Santo (Brasil), fundada per Basc Fernandes Coutinho.
- 1536: Quintero (Xile), fundada per Alonso de Quinteros
- 1536: Valparaíso (Xile), fundada per Juan de Saavedra
- 1536: Ilhéus (Brasil), fundada per Francisco Romero.
- 1536: Jamundí (Colòmbia), Va ser fundada el 23 de març de 1536 per Juan de Ampudia i Pedro de Añazco sota les ordres de Sebastián de Belalcázar, qui va manar a construir l'assentament per preparar la fundació de Santiago de Cali, la qual cosa va ocórrer quatre mesos després.
- 1536: Santiago de Cali (Colòmbia), fundada per Sebastián de Belalcázar.
- 1536: Yumbo (Colòmbia), la ciutat era un assentament indígena abans de l'arribada dels espanyols, va ser descoberta per Sebastián de Belalcázar quan va seguir el seu camí cap al nord després d'haver fundat Santiago de Cali, Yumbo va ser una de les ciutats més importants de Colòmbia ja que al seu territori es realitzaven l'intercanvi dels esclaus, a part que alguns espanyols importants es van domiciliar en aquestes terres.
- 1536: Nostra Senyora del Buen Ayre (Argentina), assentament fundat per Pedro de Mendoza.
- 1537: Popayán (Colòmbia), fundada per Sebastián de Belalcázar.
- 1537: Santa María de l'Asunción (Paraguai), fundada per Juan de Salazar y Espinosa de los Monteros.
- 1538: Santafé de Bogotà (Colòmbia), per Gonzalo Jiménez de Quesada.
- 1538: Sucre (Bolívia), fundada per Pedro Anzúrez de Camporredondo.
- 1539: San Juan de Pasto (Colòmbia), fundada per Lorenzo d'Aldana.
- 1539: Tunja (Colòmbia), fundada per Gonzalo Suárez Rendón.
- 1539: Guataquí (Colòmbia), fundada per Gonzalo Jiménez de Quesada, Sebastián de Belalcázar i Nicolás Federmann.
- 1540: Cartago (Colòmbia), fundada per Jorge Robledo.
- 1540: Arequipa (Perú), fundada per Garcí Manuel de Carbajal.
- 1541: Santiago de la Nueva Extremadura (Santiago de Xile) (Xile), fundada per Pedro de Valdivia.
- 1541: San Marcos de Arica (Arica) (Perú-Xile), fundada per Lucas Martínez Vegaso.
- 1544: Villanueva de la Serena (La Serena) (Xile), fundada per Juan Bohón
- 1545: Villa Imperial de Potosí (Bolívia), fundada per Capità Juan de Villaroel
- 1545: El Tocuyo (Veneçuela), fundada pel conquistador Juan de Carvajal.
- 1546: Santos (Brasil), fundada per Brás Cubes.
- 1548: Borburata (Veneçuela), fundada per Juan de Villegas
- 1548: La Paz, Ciutat de La nostra Senyora de la Paz de Ayacucho (Bolívia), fundada per Alonso de Mendoza.
- 1549: Salvador de Badia (Brasil), fundada per Tomé de Sousa. Va ser la primera capital de Brasil.
- 1550: La Concepción de María Puríssima de la Nueva Extremadura, (Concepción), (Xile), fundada per Pedro de Valdivia en l'actual Penco.
- 1550: Ibagué (Colòmbia), fundada per Andrés López de Galarza, i capital de l'actual departament de Tolima

### Les conquestes dels pobles sud-americans aborígens
Sebastián de Benalcázar, Gonzalo Jiménez de Quesada i Nicolás de Federmann, van derrotar els caps de la Confederació Muisca, la major unió de tribus de Sud-amèrica a l'Altiplà Cundiboyacense, donant mort a Sagipa, l'últim dels zipas de Bogotà en 1538 i a Aquiminzaque, l'últim Zaque de Hunza mort en 1541. També van donar mort a l'últim Iraca de Sogamoso, màxim sacerdot de la religió muisca. Una rebel·lió tardana dels muisques en 1542 no va poder evitar ja el control espanyol.
La submissió de l'actual territori colombià va obrir el camí perquè els espanyols s'enfrontessin al poderós Imperi inca que regia en una extensió que va des de gran part de l'actual Equador fins al nord de Xile. L'Imperi Inca va tenir una reducció de gairebé el 90% de la seva població a causa d'epidèmies com la verola de la qual també es contagiaria el Sapa Inca Huayna Cápac causant la seva mort, encara que algunes investigacions recents apunten al fet que realment va ser enverinat pels chachapoyas. L'Imperi Inca va quedar acèfal tenint com a conseqüència l'inici de guerres civils pel poder, la guerra civil incaica duraria 4 anys culminant en la batalla de Quipaipán en 1532 amb la captura del Sapa Inca Huáscar autoproclamant-se Atahualpa com el nou Sapa Inca. Els espanyols van aprofitar aquest esdeveniment per formar aliances amb forces polítiques del Tawantinsuyo que havien format part del bàndol d'Huáscar. Francisco Pizarro va oferir a Atahualpa a reunir-se desarmat en Cajamarca per dialogar, però ben ràpid Pizarro es va tornar en contra del monarca i el va fer presoner, la qual cosa li va guanyar la simpatia amb els grups polítics que havien lluitat per Huáscar en la Guerra Civil inca. Atahualpa en témer una aliança d'Huáscar amb els Espanyols (encara sent capturat) va manar a assassinar Huáscar i a tot el seu llinatge real sobrevivint molt pocs hereus de sang real, entre els supervivents es trobava Manco Inca. Atahualpa és executat en 1533 iniciant així la Conquesta del Tahuantinsuyo, aquesta empresa duraria 40 anys amb aproximadament cent batalles on s'estima la mort de milers de soldats espanyols i desenes de milers de soldats autòctons que van lluitar tant al favor de l'Imperi Inca com per l'Imperi Espanyol. Entre els esdeveniments més destacables de la guerra Inca-Espanya es té el Setge del Cuzco, Setge de Lima, Batalla de Sacsayhuamán i Batalla d'Ollantaytambo. L'Imperi Inca deixaria d'existir el 24 de setembre de 1572 amb la mort de Túpac Amaru I, l'últim dels Inques de Vilcabamba.
Pedro de Valdivia, autoritzat per Pizarro, va sortir del Cuzco amb 11 espanyols i 1.000 indígenes al gener de 1540 i va penetrar el territori de l'actual Xile. El cacic Michimalonco va tractar d'aturar-lo infructuosament després que el conqueridor va prendre possessió de la vall de Copiapó en 1540. L'11 de setembre de 1541 Michimalonco va destruir a la ciutat de Santiago fundada per Valdivia. Aviat els conqueridors van dominar el nord de Xile i es van dirigir cap al sud. En 1553 es va alçar el poble mapuche liderats per Lautaro i Caupolicán que van causar la mort de Valdivia; quatre anys després, a causa de les consecutives derrotes mapuches i deserció gairebé total dels seus guerrers, l'aixecament Mapuche acabaria en la batalla de Mataquito amb la mort de Lautaro, conquistant finalment l'Imperi Espanyol als Mapuches. A causa de la falta d'organització de les diferents tribus mapuches l'Imperi espanyol va enviar a grups de missioners amb la finalitat d'evangelitzar-los tenint una relativa pau fins a finals del segle xvi, la pau va acabar a causa una nova rebel·lió Mapuche, en la qual un grup de guerrers mapuche va emboscar i va assassinar al Governador de Xile Martín García Óñez de Loyola (qui estava en una visita d'inspecció), aquest esdeveniment va avivar una rebel·lió generalitzada tenint com resultat la destrucció de les set ciutats en la qual els Mapuches van assassinar 3.000 civils espanyols i van raptar a 500 dones (moltes de les quals van ser alliberades posteriorment per batudes espanyoles), en aquesta rebel·lió els mapuches recuperarien la seva independència i territoris al Sud del Riu Biobío, aquest esdeveniment va ser un dels majors desastres de l'Imperi espanyol en l'època colonial a causa de Tribus Indígenes a Sud-amèrica, sent només superat per la destrucció de les 6 ciutats a les mans dels jíbaros a l'any següent (on es creu que van morir aproximadament 30.000 espanyols). Malgrat situar-se en territoris reclamats per l'Imperi Espanyol, els Mapuches mantindrien la seva independència fins a  l'ocupació de l'Araucanía on la població Mapuche seria dràsticament reduïda de mig milió a 25.000.

## Fundació dels virregnats
La primera forma administrativa creada pels espanyols a Sud-amèrica va ser en la costa Carib de Veneçuela, Colòmbia i Panamà, territoris explorats per Colom. Alonso de Ojeda va fundar una primera ciutat en el Zulia el 3 de maig de 1502 amb el nom de "Santa Cruz". Aquest primer intent va durar solament tres mesos, quan Ojeda va ser capturat, doncs no tenia autorització del Virrei d'Índies, títol que tenia l'Almirall Colom. Veneçuela és feta "Capitania General" en 1527, però depenia de la Real Audiència de Santo Domingo. En 1717 és transferida al Virregnat de Nova Granada.
Amb la derrota del poble Muisca, Gonzalo Jiménez de Quesada va fundar a partir de 1543 el Nou Regne de Granada a partir de la Real Audiència de Santafé de Bogotà.
El 20 de novembre de 1542 el rei Carles I d'Espanya va crear el Virregnat del Perú, que comprenia tota la Sud-amèrica conquistada pels espanyols i part d'Amèrica Central. En 1717 es va desfer, el Virregnat de Nova Granada que comprenia el nord de Sud-amèrica i el Virregnat del Riu de la Plata que comprenia la part més meridional.
Per la seva banda, Portugal va arrendar en 1503 les seves conquestes a Sud-amèrica, cridades llavors "Terra de Santa Creu", a un agent de la Banca Fugger per a l'explotació de fusta. En 1511 va acabar la concessió i el rei Manuel I de Portugal va donar pas a la creació de les anomenades Capitanies del Brasil.
L'esclavatge dels aborígens va ser un fracàs, perquè molts van morir a causa de les epidèmies importades pels conqueridors i el 20 de novembre de 1542 es van aprovar les Lleis Noves que pretenia millorar la seva condició a través del sistema de la comanda, establerta en les Lleis de Burgos de 1512. La protecció dels indígenes portaria en canvi un nou drama: l'esclavatge de pobles africans a Amèrica. En 1518 la Corona va donar la primera llicència per introduir a 4.000 homes africans a les Índies durant vuit anys. Est va ser el primer d'aquells seients de negres, que per molt temps van ser una ensangonada i lucrativa font d'ingressos per als gerents d'Europa. A més del negoci oficial va haver-hi també un negoci d'esclaus en contraban exercit per pirates i comerciants no catòlics. La desaparició de nombrosos indígenes va ser aviat reemplaçada per la introducció de camperols espanyols que formarien una classe de base.
Cartagena d'Índies es va convertir a la primera plaça negrera d'Amèrica del Sud i el 9 de setembre de 1654 va morir allí l'apòstol dels esclaus, Pedro Claver, un sacerdot jesuïta nascut a Catalunya que fos va declarar en 1985 pel Congrés de la República de Colòmbia com el precursor dels drets humans al país.

## Segles XVII i XVIII
En 1604 el rei Lluís XIV de França va enviar un gran nombre de persones perquè s'assentessin a Guyana, la qual cosa originaria la Guaiana Francesa. Però els primers colons van sofrir una gran mortaldat per malalties tropicals i hostilitat dels indígenes.
En 1616 els holandesos, atrets per la llegenda de El Dorado, van fundar un fort a Guaiana i van crear tres colònies: Demerara, Berbice i Essequibo.
Ja des del segle XVI es van donar moviments de descontentament al sistema colonial espanyol i portuguès. Entre aquests moviments, el més cèlebre va ser el dels negres ferals, esclaus que escapaven dels seus amos i en el refugi de les selves organitzaven comunitats lliures. Els intents de l'exèrcit realista de sotmetre'ls va ser infructuós, perquè els ferals van aprendre a dominar les selves sud-americanes. En una cèdula real de 1713 el rei li va donar legalitat a la primera població lliure del continent: el San Basilio de Palenque en l'actual Colòmbia, liderat per Benkos Biohó. Brasil va veure la formació d'un autèntic regne africà en el seu sòl, amb el Quilombo dos Palmares.
Entre 1717 i 1735 es va presentar l'anomenada II Revolució Comunera de Paraguai a causa del descontentament popular per l'administració colonian espanyola.
Entre 1742 i 1756 es va donar la insurrecció de Juan Santos Atahualpa en la selva central de Perú. En 1780 el Virregnat del Perú tornaria a tremolar amb la insurrecció del curaca Condorcanqui o Túpac Amaru II, que seria continuada per Túpac Katari a l'Alt Perú.
En 1763 l'africà Cuffy va encapçalar una rebel·lió a Guaiana que va ser reprimida sagnantment pels holandesos.
En 1781 es presenta la Insurrecció dels comuners en el Virreino de la Nova Granada, la qual va anar una revolució popular que unia camperols, indígenes i mestissos. Els comuneros van intentar prendre's el poder colonial i a pesar que es van signar unes capitulacions, el virrey Manuel Antonio Flórez no els va complir i en canvi va executar als principals líders amb José Antonio Galán.
En 1796 una de les colònies holandeses de la Guaiana, la Guaiana Esequiba, va ser presa pels anglesos, que abans havien començat una introducció massiva d'esclaus.
Durant el segle xviii va destacar la figura del sacerdot, botànic i matemàtic José Celestino Mutis (1732 - 1808), delegat pel virrei Antonio Caballero y Góngora per realitzar un inventari de la naturalesa de la Nova Granada, que va ser conegut com l'Expedició Botànica, la qual va classificar plantes, fauna i va fundar el primer observatori astronòmic a la ciutat de Santa Fe de Bogotà.
El 15 d'agost de 1801 el científic prussià Alexander von Humboldt arriba a Fontibón on s'abraça amb Mutis i comença la seva expedició per la Nova Granada fins a Quito. La trobada entre tots dos estudiosos és considerat el punt més brillant de l'expedició botànica. Humbolt va viatjar també per Veneçuela, Mèxic, Estats Units, Xile i Perú. Les seves observacions de les diferències de temperatura de l'oceà Pacífic entre Xile i Perú en diferents períodes de l'any li va fer descobrir els corrents freds que es desplacen de sud a nord fins a les costes peruanes, la qual cosa es va anomenar en el seu honor la Corrent de Humboldt.

## Segle XIX: Nacionalismes sud-americans
Amb l'avanç del nacionalisme europeu i la consolidació de les nacions nord-americanes, especialment de la Guerra de la Independència dels Estats Units (1776), les colònies sud-americanes van rebre un gran impacte. La submissió de la Corona Espanyola per part de les forces napoleòniques franceses afebliria a l'Imperi i li obriria les portes al paper protagònic dels criolls en la conformació de les seves pròpies nacions en sòl sud-americà.
Entre 1806 i 1807 forces militars angleses van tractar d'envair la zona del Riu de la Plata al comandament de Home Riggs Popham i William Carr Beresford en el primer intent i John Whitelocke en el segon. Les invasions van ser repel·lides, però va afectar poderosament l'autoritat espanyola.

### Dictadures
Linea de temps de les dictadures a Sud-amèrica